# Alain Kohl
Alain Kohl (25 agosto 1982) è un tuffatore lussemburghese specializzato nelle grandi altezze.

## Biografia
Ha iniziato la carriera nel trampolino 3 metri all'età di sette anni. A ventiquattro anni ha iniziato a dedicarsi ai tuffi dalle grandi altezze.
Ha rappresentato il Lussemburgo a due edizioni dei campionati mondiali di nuoto: a Budepest 2017, dove ha concluso la gara al diciassettesimo posto, e Gwangju 2019, in cui si è classificato tredicesimo.

## Palmarès
| Anno | Manifestazione | Sede     | Evento         | Risultato | Prestazione | Note |
| ---- | -------------- | -------- | -------------- | --------- | ----------- | ---- |
| 2017 | Mondiali       | Budapest | Grandi altezze | 17º       | 207,30 p.   |      |
| 2019 | Mondiali       | Gwangju  | Grandi altezze | 13º       | 236,30 p.   |      |